# Blue Grass Favorites
Blue Grass Favorites è un album degli The Scottsville Squirrel Barkers, pubblicato dalla Crown Records nel 1963.

## Tracce
Brani tradizionali, arrangiamento The Scottsville Squirrel Barkers
Lato A
1. Shady Grove – 1:13
2. Home Sweet Home – 1:46
3. Katy Klyne – 1:53
4. Swamp Root – 1:29
5. The Willow Tree – 2:37

Durata totale: 8:58
Lato B
1. Walking Cane – 2:33
2. Three Finger Breakdown – 1:47
3. Cripple Creek – 1:28
4. Crown Junction Breakdown – 1:28
5. Reuben – 2:13

Durata totale: 9:29

## Musicisti
- Chris Hillman - mandolino
- Gary Carr - chitarra
- Kenny Wertz - banjo
- Larry Murray - dobro
- Ed Douglas - contrabbasso